# 月のながめかた
「月のながめかた」（つきのながめかた）は、ROUAGEのメジャー12枚目のシングル。2000年4月26日発売。マーキュリー・ミュージックエンタテインメント（現・ユニバーサルミュージック）よりリリース。

## 収録曲
1. 月のながめかた
  - 作詞:KAZUSHI/作曲:RAYZI/編曲:ROUAGE,AKIRA NISHIHIRA
2. ピーターパンのしっぽ
  - 作詞:KAZUSHI/作曲:RAYZI/編曲:ROUAGE,AKIRA NISHIHIRA
3. 桜花、繚乱。
  - 作詞:KAZUSHI/作曲:SHONO/編曲:ROUAGE,AKIRA NISHIHIRA